# Conocimiento del Entorno
La conciencia ambiental o entorno es un término utilizado por los científicos sociales para describir una nueva forma de conciencia social periférica. Esta conciencia se propaga a partir del contacto relativamente constante con los amigos y colegas a través de las plataformas de redes sociales en Internet. Algunos ejemplos de redes sociales son Facebook, Myspace, Twitter, Blog, etc. El término define esencialmente el tipo de conocimiento omnipresente que se experimenta al ser usuario habitual de estos medios de comunicación que permiten una conexión constante con el propio círculo social.
Según Clive Thompson, del New York Times, la conciencia ambiental es "muy parecida a estar físicamente cerca de alguien y captar su estado de ánimo a través de los pequeños detalles: lenguaje corporal, suspiros, comentarios extraños..." El académico Andreas Kaplan define la conciencia ambiental como "la conciencia creada a través de la recepción y/o el intercambio regular y constante de fragmentos de información a través de los medios sociales". Por lo tanto, dos amigos que siguen regularmente la información digital del otro pueden estar al tanto de sus vidas sin estar físicamente presentes para mantener una conversación.

## Social
Desde el punto de vista social, la conciencia ambiental y los medios sociales son productos de las nuevas generaciones que nacen o crecen en la era digital, que comienza alrededor de 1998 y llega hasta la actualidad. Los medios sociales son medios personales (lo que estás haciendo en el momento, cómo te sientes, una imagen de dónde estás) combinados con la comunicación social. Los medios sociales son el trabajo de enrejado para la conciencia ambiental. Sin los medios sociales, el estado de conciencia ambiental no puede existir.
Una característica importante de los medios sociales es que son creados por quienes también los consumen. En su mayoría, quienes participan en este fenómeno son adolescentes, universitarios o jóvenes adultos profesionales. Según la Dra. Mimi Ito, antropóloga cultural y profesora residente de la Universidad de California en Irvine, el dispositivo móvil es el mayor dispositivo de representación utilizado para crear y distribuir los medios sociales. Según ella, "los adolescentes capturan y producen sus propios medios de comunicación, y se mantienen en constante contacto ambiental con los demás..." utilizando dispositivos móviles. Por lo general, mientras hacen esto, están consumiendo otras formas de medios de comunicación, como contenidos musicales o de vídeo, a través de sus iPods u otros dispositivos similares. Efectivamente, esto ha llevado a los científicos sociales a creer que el aprendizaje y la multitarea tendrán una nueva cara cuando los productos de la generación digital entren en la fuerza de trabajo y empiecen a integrar sus métodos de aprendizaje en los modelos de negocio preexistentes de hoy en día. Los profesores Kaplan y Haenlein consideran que la conciencia ambiental es una de las principales razones del éxito de sitios de microblogging como Twitter.

## Orígenes
La primera tecnología disponible que podía utilizarse para un contacto social constante es el teléfono móvil. Por primera vez, se podía contactar con la gente fácilmente y a voluntad más allá de los confines de su trabajo o de su casa. Más tarde, con el servicio adicional de los mensajes de texto, se puede ver la forma algo primitiva de la actualización del estado. Como el mensaje de texto sólo permite 160 caracteres para transmitir información pertinente, preparó el camino para la actualización de estado tal y como la conocemos hoy. La transición de tener sólo unos pocos puntos de contacto regular a larga distancia, a estar constantemente disponible a través del teléfono móvil, es lo que preparó a la sociedad para las redes sociales.
Tal vez el primer caso en el que estos sitios web crearon la posibilidad de una conciencia ambiental a mayor escala fue cuando Facebook instaló el feed de noticias. El feed de noticias envía automáticamente información recopilada de todas las actividades de los contactos de los usuarios directamente a ellos para que puedan acceder a todos los acontecimientos de su mundo desde un solo lugar. Por primera vez, hacerse amigo de alguien en Facebook equivalía a suscribirse a un feed de sus minucias diarias. Desde esta innovación, ha surgido una nueva ola de servicios de microblogging, como Twitter o Tumblr. Aunque a menudo se ha criticado a estos servicios por contener retazos de información aparentemente sin sentido, cuando un seguidor reúne una cierta cantidad de información, empieza a obtener una comprensión del ambiente de quien sigue. Esto ha llevado al uso masivo de los medios sociales no sólo como herramienta social, sino también como herramienta de marketing y de negocios.

## Usos en marketing
Sitios web como Twitter, Facebook, You Tube y Myspace, entre muchos otros, han sido utilizados por personas de todas las formas de negocio para crear un vínculo digital/ambiental más estrecho con su base de clientes. Esto se observa sobre todo en la industria musical, donde las redes sociales se han convertido en el pilar de toda la publicidad de artistas independientes y grandes. El efecto de este tipo de marketing ambiental es que el consumidor empieza a hacerse una idea del estilo de vida y la personalidad del artista. De este modo, las redes sociales y el conocimiento del ambiente han conseguido estrechar la brecha entre los consumidores y los productores en todos los ámbitos del negocio.

## Usos en procesos empresariales
A medida que proliferan las herramientas de colaboración basadas en la web y las suites de gestión de proyectos sociales, la adición de flujos de actividad a esos productos ayuda a crear una conciencia ambiental específica para el contexto empresarial, y produce una nueva clase de productos, como las plataformas de gestión de proyectos sociales.